# Zeila
Zeila (in somalo Saylac), è una città della Somalia settentrionale situata nella regione di Adal.

## Storia
Zeila è stata identificata con l'antica città degli Avaliti dal nome Avalites emporium.
La città portuale sarebbe stata islamizzata alla fine del VII secolo.
Successivamente fu descritta nel 891 dal geografo arabo Al-Ya'qubi nel suo Kitab al-Balden («Libro dei Paesi»), e da Al-Mas'ûdî nel 935 e Ibn Hawqal nel 988.
Si pensa che anche Marco Polo si riferisse a Zeila, allora capitale del sultanato di Adal, quando descrisse che il «sultano di Adal» catturò un vescovo di Etiopia che viaggiava nei suoi territori, cercò di convertirlo con la forza e lo circoncise secondo le pratiche musulmane. Questo affronto provocò la risposta armata del Negus etiope e la presa della capitale del sultanato.
Il viaggiatore Ibn Battûta visitò Zeila verso il 1331. Impressionato da questa città, scrisse che essa è «la più sporca al mondo, la più laida e la più puzzolente. L'odore nauseabondo che si diffonde viene dal gran numero di pesci che essi consumano e dal sangue dei cammelli che sgozzano nelle strade».

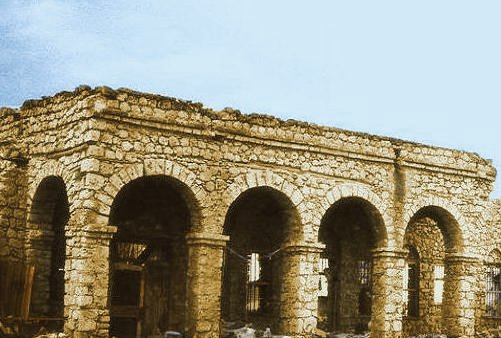
Rovine del sultanato di Adal a Zeila, Somalia (circa 1500).

Il viaggiatore italiano Ludovico de Varthema visitò Zeila alla fine del 1503, dopo aver compiuto il pellegrinaggio alla Mecca in quello stesso anno.
La città venne poi incendiata dai portoghesi nel 1517, che rinunciarono definitivamente a conquistare l'Adal dopo la sconfitta nella battaglia di Ofla nel 1543, grazie anche al sostegno ottomano alla città.
Zeila passò sotto il diretto controllo ottomano nel 1864, e fu unita l'anno seguente alla provincia di Egitto.
Nel 1885 Zeila fu occupata dai Britannici ed entrò a far parte nel 1888 della Somalia britannica.
La sua importanza come porto internazionale declinò nel XX secolo a seguito della costruzione della ferrovia tra Addis Abeba e Gibuti.